# 1967 Nebula Award Weekend
La 2ª edizione del Nebula Award Weekend per l'assegnazione dei premi Nebula si è tenuta il 25 marzo 1967 in due eventi differenti organizzati dalla Science Fiction and Fantasy Writers of America (SFWA), rispettivamente sulla East Coast, presso Les Champs di New York e sulla West Coast, presso il McHenry's Tail O' the Cock di Beverly Hills in California, l'organizzazione di due eventi distinti venne pensata per far fronte all'impossibilita da parte di alcuni autori di spostarsi per grosse distanze.

## Storia
Sin dalla sua costituzione i premi Nebula sono rimasti pressoché invariati, la categorizzazione originale prevedeva il miglior romanzo, miglior romanzo breve, miglior racconto e miglior racconto breve.
Al tempo non erano ancora state istituite regole vincolanti sulla nomination per le opere, ne tantomeno vi era una struttura organizzata come oggi, infatti se ad oggi nelle categorie vi è un numero limitato di possibili candidati (6 per categoria), nella prima edizione per il miglior romanzo avrebbe visto solo tre candidati.
Il verdetto finale vedrà vincere Samuel R. Delany con il suo romanzo Babel-17, che otterrà anche la nomination per il premio Hugo lo stesso anno, ex aequo Daniel Keyes condividerà il premio per la sua opera Fiori per Algernon
Babel-17 fu pubblicato per la prima volta nel maggio del 1966 dalla Ace Books il romanzo affronta tematiche particolari, nel quale l'ipotesi di Sapir-Whorf, nota come ipotesi della relatività linguistica (il linguaggio influenza il pensiero e la percezione), gioca un ruolo fondamentale. Nello stesso anno è stato anche nominato anche per il Premio Hugo come miglior romanzo. Nell'edizione del 1982, pubblicata dalla Bantam Books all'interno del volume è presente una breve nota (denominata Nota sul testo di questa edizione) nella quale l'autore ripristina alcune complessità tipografiche, incluse nel manoscritto originale, ma non presenti nell'edizione presentata ai Premi Nebula quindici anni prima, poiché non inclusa dall'editore per motivi tecnici. Inoltre, sono stati ripristinati tagli minori
Fiori per Algernon (Flowers for Algernon) è il titolo del racconto e del romanzo dello scrittore statunitense Daniel Keyes. Il racconto, scritto nel 1958 e pubblicato per la prima volta nel numero di aprile 1959 di The Magazine of Fantasy and Science Fiction, ha vinto l'Hugo Award come miglior racconto nel 1960.
Algernon è un topo da laboratorio che ha subito un intervento chirurgico per aumentare la sua intelligenza. La storia è raccontata da una serie di rapporti sullo stato di avanzamento scritti da Charlie Gordon, il primo soggetto umano per la chirurgia, e tocca temi etici e morali come il trattamento dei disabili mentali.
Sebbene il libro sia stato spesso sfidato per la rimozione dalle biblioteche negli Stati Uniti e in Canada, a volte con successo, viene frequentemente insegnato nelle scuole di tutto il mondo ed è stato adattato molte volte per televisione, teatro, radio, inoltre l'adattamento cinematografico I due mondi di Charly ha ottenuto l'Oscar al miglior attore nel 1969.
Per la categoria miglior romanzo breve, Jack Vance si imporrà su altri due candidati con il suo romanzo L'ultimo castello, pubblicato per la prima volta nella rivista Galaxy nell'aprile 1966 l'opera varrà inserita all'interno dell'antologia Nebula Award Stories Two l'autore ed editore Algis Budrys definirà l'opera un romanzo eccellente. Ambientato in un lontano, imprecisato futuro su un pianeta Terra prossimo all'essere disabitato, un gruppo di umani provenienti da una lontana colonia danno vita ad una civiltà improntata sullo stile rinascimentale, comodamente rifugiati nei loro castelli, vengono serviti da autoctoni e da alieni importati dal loro pianeta originario, l'atmosfera decadente come la Belle Époque è destinata però a non durare per sempre. Il romanzo ha vinto il premio Hugo nello stesso anno.
Per la categoria miglior racconto, Gordon R. Dickson si imporrà su altri cinque candidati con il racconto Lo chiamerai «Signore», opera pubblicata per la prima volta sulla rivista Analog Science Fiction and Fact nel maggio 1966. Nella storia, l'erede di un impero galattico visita una Terra simile a un museo, accompagnata da una guardia del corpo che è residente. Attraverso gli eventi e le conversazioni che ne derivano si giudicano a vicenda. Il racconto è stato finalista per il premio Hugo nello stesso anno. ed è stato incluso nell'antologia Nebula Award Stories Two, una nota introduttiva alla storia inserita dal redattore cita Il suo imperatore ha l'anello di un vero imperatore, e dietro di lui siamo consapevoli di quell'impero stellare e dei problemi che deve presentare.
La storia è stata descritta, in un necrologio di David Langford, come una breve, irremovibile parabola del potere e della responsabilità.
Il posto segreto di Richard McKenna chiude le premiazioni per la categoria miglior racconto breve. Pubblicato per la prima volta nel 1966 sull'antologia Orbit curata da Damon Knight l'opera uscirà postuma a causa della morte dell'autore avvenuta per infarto all'età di 51 anni il 1º novembre 1964. L'opera sarà tra i finalisti del premio Hugo.

## Categorie
Le categorie ammesse per l'edizione 1967 sono state:
- Miglior romanzo (Best Novel): opere di lunghezza superiore alle 40.000 parole
- Miglior romanzo breve (Best Novella): opere di lunghezza tra le 17.500 e le 40.000 parole
- Miglior racconto (Best Novellette): opere di lunghezza tra le 7.500 e 17.500 parole
- Miglior racconto breve (Best Short Story): opere di lunghezza inferiore alle 7.500 parole

## Regolamemto
La classifica avviene tramite votazione di una giuria di esperti nel settore per opere pubblicate l'anno precedente l'edizione. Pur non avendo collegamenti con essi il premio Nebula viene influenzato dal premio Locus e a sua volta influenza sin dalla sua prima edizione la giuria del premio Hugo dando indicazioni circa le opere maggiormente meritorie da premiare. le opere ammesse al ballottaggio per le nomination sono frutto di segnalazioni dei membri della SFWA nel corso di un intero anno, senza limite per il numero di opere raccomandabili, e raggiunto un numero di raccomandazioni sufficiente (10) vengono sottoposte a una votazione preliminare.

## Vincitori e candidati
Vengono di seguito indicati in grassetto i vincitori.

Dove ricorrente e disponibile, viene indicato il titolo in lingua italiana e quello in lingua originale tra parentesi.

### Miglior romanzo
- Samuel R. Delany - Babel-17 ex aequo Daniel Keyes - Fiori per Algernon
  - Robert A. Heinlein - La Luna è una severa maestra[N 1]

### Miglior romanzo breve
- Jack Vance - L'ultimo castello
  - Avram Davidson - Clash of Star-Kings
  - Charles L. Harness - L'alchimista

### Miglior racconto
- Gordon R. Dickson- Lo chiamerai «Signore»
  - Robert M. Green Jr. - Apology to Inky
  - Charles L. Harness - Un ornamento alla sua professione
  - Hayden Howard - Sexinvasione
  - Roger Zelazny - Quel momento della tempesta

### Miglior racconto breve
- Richard McKenna - Il posto segreto
  - Brian Aldiss - Man In His Time
  - Bob Shaw - Luce di giorni passati

### Annotazioni
1. ↑  Pubblicato per la prima volta in cinque parti sulla rivista If tra il dicembre del 1965[28][29][30][31] e l'aprile del 1966,[32][33] nel maggio dello stesso anno viene pubblicato in un unico romanzo dalla G. P. Putnam's Sons[34], nello stesso anno il romanzo vince il premio Hugo per il miglior romanzo[5]